# The Forever Purge
The Forever Purge är en amerikansk, dystopisk skräckfilm från 2021 i regi av Everardo Valerio Gout, från ett manus skrivet av James DeMonaco. Detta är den femte och näst sista filmen i The Purge-serien, efter dess föregångare The Purge, The Purge: Anarchy, The Purge: Election Year, och The First Purge. Huvudrollerna i filmen spelas av Ana de la Reguera, Tenoch Huerta, Josh Lucas, Cassidy Freeman, Leven Rambin, Alejandro Edda, och Will Patton.
Filmen var från början tilltänkt att ha biopremiär av Universal Studios i juli 2020, men blev framflyttad med ett år, i och med spridningen av Covid-19-pandemin. Den amerikanska biopremiären ägde därför rum den 2 juli 2021, samt i Sverige den 30 juni 2021, två dagar innan den amerikanska premiären ägde rum. En sjätte The Purge-film, i regi av originalskaparen James DeMonaco, sägs även vara i produktion.

## Rollista
- Ana de la Reguera – Adela
- Tenoch Huerta – Juan
- Josh Lucas – Dylan Tucker
- Leven Rambin – Harper Tucker
- Cassidy Freeman – Cassie Tucker
- Alejandro Edda – T.T.
- Will Patton – Caleb Tucker
- Will Brittain – Kirk
- Sammi Rotibi – Darius Bryant
- Zahn McClarnon – Chiago Harjo
- Verónica Falcón – Lydia
- Jeffrey Doornbos – Elijah / Alpha